# Zahrada (Kaly)
Zahrada je vesnice, část obce Kaly v okrese Brno-venkov v Jihomoravském kraji. Nachází se v Hornosvratecké vrchovině, v přírodním parku Svratecká hornatina, asi 1,5 km na jihovýchod od Kalů. Žije zde 99 obyvatel. Katastrální území Zahrady má rozlohu 2,02 km².
V katastru Zahrady stojí rozhledna Křivoš. Její sesterská rozhledna Babylón, rovněž na území vsi, byla po roce 2016 zbořena.

## Historie
První písemná zmínka o vsi je z roku 1365. Do poloviny 20. století patřila Zahrada ke Štěpánovicím, součástí Kalů je od roku 1952.
K 1. lednu 2005 byla vesnice Zahrada, jako součást obce Kaly, společně s dalšími 23 obcemi převedena z okresu Žďár nad Sázavou (Kraj Vysočina) do okresu Brno-venkov (Jihomoravský kraj).

## Obyvatelstvo
| Rok            | 1869 | 1880 | 1890 | 1900 | 1910 | 1921 | 1930 | 1950 | 1961 | 1970 | 1980 | 1991 | 2001 | 2011 | 2021 |
| -------------- | ---- | ---- | ---- | ---- | ---- | ---- | ---- | ---- | ---- | ---- | ---- | ---- | ---- | ---- | ---- |
| Počet obyvatel | 107  | 132  | 153  | 164  | 152  | 149  | 159  | 144  | 113  | 120  | 111  | 118  | 100  | 94   | 99   |
| Počet domů     | 14   | 18   | 21   | 24   | 23   | 24   | 26   | 28   | —    | 30   | 31   | 34   | 36   | 36   | 38   |

Vývoj počtu obyvatel